# HBsAg

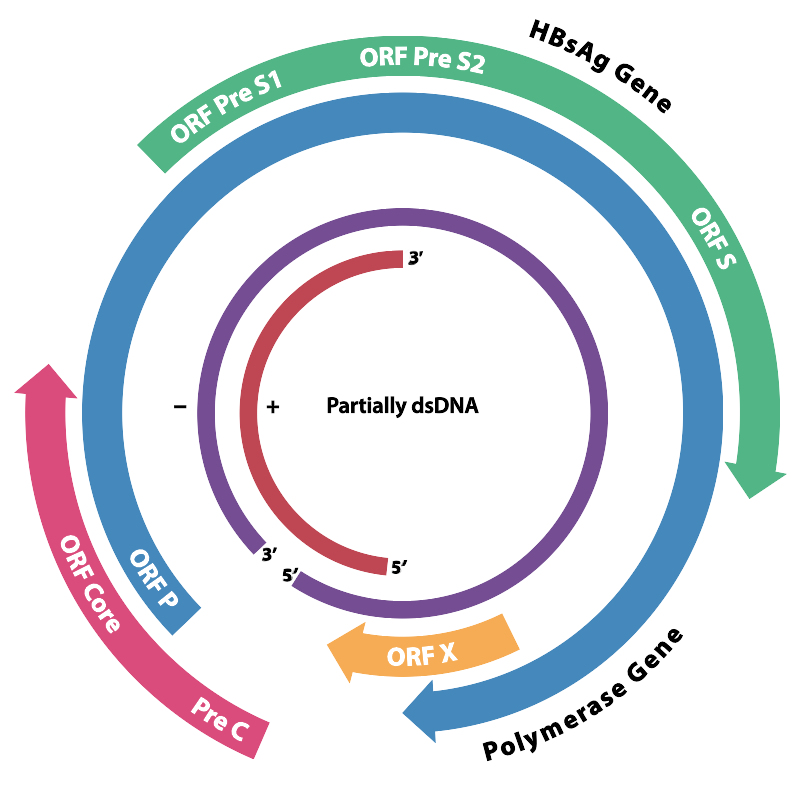
Organización del genoma del VHB. Los genes se superponen. (ORF S, de color verde, codifica para HBsAg).

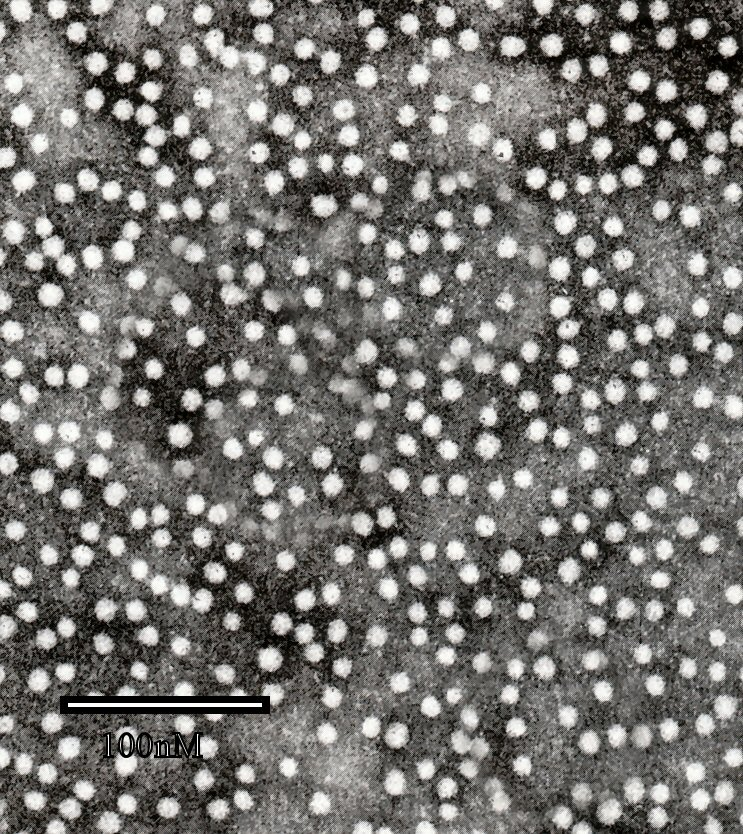
Partículas del antígeno HBsAg vistas con un microscopio electrónico.

El acrónimo HBsAg significa antígeno de superficie de la hepatitis B, también conocido como antígeno Australia, ya que fue demostrado inicialmente en un aborigen australiano. Descubierto en 1963 por Baruch Blumberg, consta de una glucoproteína que se inserta en la superficie del virus de la hepatitis B (VHB), y cuando se detecta en el torrente sanguíneo indica infección actual de hepatitis B aguda y crónica.

## Diagnóstico
El HBsAg aparece antes del comienzo de los síntomas, alcanza su pico durante el curso de la enfermedad sintomática para luego declina a niveles indetectables en un intervalo de 3 a 6 meses. Por esa razón, tiene un importante valor diagnóstico en la evaluación de estas infecciones, se utiliza también en pruebas de detección de los donantes para evitar la posibilidad de infección. La producción de anticuerpos naturales o inducidos por la vacuna contra este antígeno confiere protección contra la enfermedad. El HBsAg está presente en la sangre más allá de los 6 meses en sujetos con hepatitis B crónica, que es común en las personas infectadas con los sistemas inmunes debilitados (por ejemplo, las personas con SIDA).
Puede encontrarse en el suero en 3 formas morfológicamente distintas: la cubierta externa de la partícula de DANE intacta, una partícula esférica de 22 nm y una tubular alargada. Sin embargo, la cubierta externa de la partícula de DANE es la única que contiene ácido nucleico y que es infecciosa. Se conocen varios subtipos antigénicos: a, d, y, w, r, e y l. para diagnosticar la hepatits